# لوكاس غوميش دا سيلفا
لوكاس غوميش دا سيلفا يعرف أكثر باسم لوكاس غوميش (29 مايو 1990 - 28 نوفمبر 2016) كان لاعب كرة قدم برازيلي يلعب كمهاجم في نادي شابيكوينسي ولقد توفي عقب كارثة كارثة رحلة خطوط لاميا الجوية 2933.

## روابط خارجية
- لوكاس غوميش دا سيلفا على موقع قاعدة بيانات كرة القدم.إي يو (الإنجليزية)
- لوكاس غوميش دا سيلفا على موقع Soccerway.com (الإنجليزية)